# 11. mornariška pehotna divizija (Wehrmacht)
Za druge 11. divizije glejte 11. divizija.
11. mornariška pehotna divizija (nemško 11. Marine-Infanterie-Division) je bila fantomska divizija mornariške pehote v sestavi nemške vojne mornarice med drugo svetovno vojno.

## Organizacija
Uradna
- 111. mornariški pehotni polk
- 112. mornariški pehotni polk
- 113. mornariški pehotni polk

Dejanska
- 2. Schiffs-Stamm-Regiment

## Poveljstvo
Poveljnik
- Kapitan Hans Ahlmann (marec - maj 1945)